# The Little Drummer Boy
"The Little Drummer Boy" là một ca khúc Giáng sinh rất phổ biến. Ca khúc lần đầu được thu âm năm 1955 bởi nhóm Trapp Family Singers. Năm 1958, bản thu âm của Harry Simeone Chorale đưa bài hát trở nên nổi tiếng. Trong những năm tiếp theo, phiên bản này đã được nhiều lần phát hành lại thành công, và sau đó được thu âm lại bởi rất nhiều nghệ sĩ. Đến nay trên 200 bản thu của "The Little Drummer Boy" đã được biết bằng 7 thứ tiếng với nhiều thể loại khác nhau.
Tại các nước nói tiếng Tây Ban Nha, bài hát này phổ biến dưới cái tên "El niño del tambor" (Cậu bé trống) hoặc "El tamborilero".